# Prêmio APCA de melhor revelação feminina

O Prêmio APCA de melhor revelação feminina era um dos prêmios oferecidos durante a realização do Prêmio APCA, destinado à melhor revelação masculina da televisão brasileira.
| Ano  | Revelação                    | Trabalho                                 |
| ---- | ---------------------------- | ---------------------------------------- |
| 1975 | Elizabeth Savalla            | Gabriela (1975)                          |
| 1976 | Kate Hansen Pepita Rodríguez | Os Apóstolos de Judas Anjo Mau           |
| 1977 | Lídia Brondi                 | Espelho Mágico                           |
| 1978 | Glória Pires                 | Dancin' Days                             |
| 1979 | Narjara Turetta              | Malu Mulher                              |
| 1981 | Maitê Proença                | As Três Marias (telenovela)              |
| 1982 | Débora Bloch                 | Sol de Verão                             |
| 1984 | Dora Pellegrino              | Livre para Voar                          |
| 1985 | Cláudia Raia                 | Roque Santeiro                           |
| 1987 | Giulia Gam                   | Mandala (telenovela)                     |
| 1989 | Cristiana Oliveira           | Kananga do Japão                         |
| 1990 | Marisa Orth                  | Rainha da Sucata                         |
| 1994 | Deborah Secco                | Confissões de Adolescente                |
| 1995 | Alessandra Negrini           | Engraçadinha: Seus Amores e Seus Pecados |
| 1996 | Teresa Sequerra              | Xica da Silva (telenovela)               |
| 1997 | Cecília Dassi                | Por Amor (telenovela)                    |
| 1999 | Lu Grimaldi                  | Terra Nostra                             |
| 2002 | Sthefany Brito               | O Clone                                  |

Fonte: <http://teledramaturgia.com.br/premios/apca-2/>